# فرماندهی آموزش و تمرین دریایی
فرماندهی آموزش و تمرین دریایی (انگلیسی: Naval Education and Training Command) یک فرماندهی ساحلی در سطح سازمانی نیروی دریایی ایالات متحده آمریکا است که بیش از ۱۹۰۰۰ پرسنل نظامی و ستادی در بیش از ۱۶۴۰ سایت، ناحیه، ایستگاه و دسته فرعی در سراسر جهان دارد و در سال ۱۹۷۱ تأسیس شد. فرماندهی آموزش و تمرین دریایی افرادی را استخدام، آموزش و اعزام می‌کند و آنها را از "خیابان به ناوگان" منتقل می‌کند و غیرنظامیان را به جنگجویان ماهر، عملیاتی و آماده به رزم تبدیل می‌کند. 
در سال ۲۰۱۸ وظایف مدیریت و توزیع الحاق دفتر پرسنل نیروی دریایی به‌عنوان زیرمجموعه فرماندهی آموزش و تمرین دریایی، سازماندهی مجدد شد و فرماندهی استخدام نیروی دریایی نیز اکنون به‌عنوان یک سازمان تابع فرماندهی آموزش و تمرین دریایی فعالیت می‌کند. ستاد فرماندهی آموزش و تمرین دریایی در پایگاه هوایی پنسکوولا، فلوریدا قرار دارد.